# اچ‌ام‌اس موهاک (۱۹۰۷)
اچ‌ام‌اس موهاک (۱۹۰۷) (به انگلیسی: HMS Mohawk (1907)) یک کشتی بود که طول آن ۲۵۵ فوت (۷۸ متر) بود. این کشتی در سال ۱۹۰۷ ساخته شد.